# Element invers
En matemàtiques, l'invers (també anomenat simètric) d'un element x dins d'un conjunt proveït d'una llei de composició interna amb element neutre (A, * ), és un element y de A tal que x * y = y * x = e, on e és l'element neutre de l'operació *  en A. Diem aleshores que x és un element invertible. Quan l'operació és la suma se sol parlar d'element oposat en lloc d'invers, i el representem per −x. Quan l'operació és el producte se sol parlar de recíproc i es representa per {\displaystyle x^{-1}} o {\displaystyle \scriptstyle {\frac {1}{x}}}.
Per exemple, el recíproc (invers multiplicatiu) de 2 en el conjunt dels nombres racionals és 1/2 o 0,5 mentre que l'oposat (invers additiu) és −2. El recíproc i l'oposat de la unitat imaginària i és −i, ja que i·(−i) = 1; i − i = 0.

## Invers en un grupoide unitari
Quan l'operació no és commutativa cal distingir entre element invers per l'esquerra i invers per la dreta. Sigui x un element del grupoide unitari {\displaystyle (A,*)}, i e l'element neutre de l'operació {\displaystyle *} a A.
- Si existeix un element {\displaystyle {\overrightarrow {x}}:A} tal que {\displaystyle {\overrightarrow {x}}*x=e}, direm que x és invertible per l'esquerra i que {\displaystyle {\overrightarrow {x}}} és l'invers per l'esquerra de x. Un element invertible per l'esquerra és simplificable per l'esquerra.
- Si existeix un element {\displaystyle {\overleftarrow {x}}:A}tal que {\displaystyle x*{\overleftarrow {x}}=e}, direm que x és invertible per la dreta i que {\displaystyle {\overleftarrow {x}}} és l'invers per la dreta de x. Un element invertible per la dreta és simplificable per la dreta.
- Si un element és invetible per l'esquerra i per la dreta, i els seus inversos són iguals, diem que és invertible bilateral o simplement invertible: {\displaystyle x*{\bar {x}}={\bar {x}}*x=e}. En aquest cas el parell {\displaystyle x} i {\displaystyle {\bar {x}}} commuten. Un element invertible és simplificable.

Un element x pot tenir més d'un invers per l'esquerra i/o per la dreta. Noteu que, en general, si existeixen inversos per l'esquerra i per la dreta, aquests no tenen per què ser iguals: {\displaystyle {\overrightarrow {x}}\neq {\overleftarrow {x}}}. Però, si la llei de composició és associativa, aleshores l'invers per la dreta és igual a l'invers per l'esquerra, i a més a més, únic.

## Invers en un semigrup
El concepte d'invers és generalitzable a estructures sense element neutre, sempre que mantinguem l'associativitat. Primer, definim el concepte de regularitat. Segons von Neumann, un element x d'un semigrup {\displaystyle (S,*)} és regular si existeix un altre element y en S tal que {\displaystyle x*y*x=x}. Direm aleshores que y és un pseudoinvers de x. Direm, en canvi, que y és un invers de x si {\displaystyle x*y*x=x} i a més {\displaystyle y=y*x*y}. Noteu que, si existeix, l'invers no és necessàriament únic.
- Tot element regular té almenys un invers. Si {\displaystyle x=x*z*x} aleshores {\displaystyle y=z*x*z} és un invers de x en el sentit a dalt definit.
- Si y és un invers de x, aleshores {\displaystyle e=x*y} i {\displaystyle f=y*x} són elements idempotents: {\displaystyle e*e=e}, {\displaystyle f*f=f}. Per tant, tota parella d'elements mútuament inversos genera una parella d'elements idempotents, i {\displaystyle e*x=x*f=x}, {\displaystyle y*e=f*y=y}, és a dir, e actua com a identitat per l'esquerra per a x, mentre que f actua com a identitat per la dreta, amb els papers intercanviats en el cas de y. Tota parella d'inversos mutus, genera doncs, un element neutre local per l'esquerra i un element neutre local per la dreta.